# Thamnochrolechia verticillata
Thamnochrolechia verticillata — вид лишайників, що належить до монотипового роду Thamnochrolechia з родини Pertusariaceae. Назва вперше опублікована 1991 року.

## Поширення та середовище існування
Зростає на гілках в альпійській долині: Папуа Нова Гвінея.